# Обширней и медлительней империй
«Обширней и медлительней империй» (англ. Vaster Than Empires and More Slow) — фантастическая повесть американской писательницы Урсулы Ле Гуин. Входит в Хайнский цикл. Название — цитата-аллюзия на строки стихотворения Эндрю Марвелла «К стыдливой возлюбленной»: «My vegetable love should grow/Vaster than empires, and more slow» (дословно «Моя растениеподобная любовь должна расти/Безмернее и медлительней империй»). В ней рассмотрен противоположный вариант взаимоотношения человека и леса (в метафорическом плане — сознания и бессознательного) по сравнению с повестью 1972 года «Слово для леса и мира одно».
Существует множество вариантов перевода названия на русский язык:
- И. Гурова (Безмернее и медленней империй)
- О. Воейкова (Безграничней и медлительней империй)
- И. Хандлос (Медленно, как империи…)
- С. Гинзбург (Безбрежней и медлительней империй…)
- О. Васант (Обширней и медлительней империй)

На русском языке рассказ переиздавался несколько раз в различных сборниках суммарным тиражом примерно 375 тыс. экземпляров.

## Сюжет
Героями рассказа выступают члены экипажа космического корабля под названием «Гам», отправленного в экспедицию «Запредельный поиск». В составе команды два китянина, два хайнийца, одна белденианка и пятеро землян. Всех добровольцев, из которых формировались экипажи «Запредельного Поиска», объединяло одно: нормальными их назвать было никак нельзя. По всей видимости, эта долгосрочная экспедиция организована правительством Земли.
- Осден — землянин-эмпат, в прошлом страдавший аутизмом, но некоторым образом излечившийся от него. Во внешности проявлялись признаки альбинизма — очень тонкая, белая, почти просвечивающая кожа, буро-рыжие волосы, светлые брови и ресницы и глаза неопределенного цвета. Не имея специального образования, попал в экспедицию только благодаря своему особому дару — сверхэмпатии, позволявшей воспринимать волны эмоциональных вибраций от всего, что вообще способно чувствовать. При этом Осден патологически не мог строить доброжелательные отношения с остальными людьми, почти все члены экипажа (и особенно Порлок) испытывали к нему неприязнь.
- Томико Хайто — координатор, землянка. Хрупкая девушка азиатского типа внешности с резким, низким и сиплым голосом. Она происходила из восточноазиатского региона Земли, где были приняты строгие пуританские порядки. Сама будучи девственницей, Томико неприязненно относилась к Оллеру, которая придерживалась прямо противоположных взглядов.
- Порлок — специалист по точным наукам (химия, физика, астрономия, геология и т. д.), землянин.
- Оллеру — ассистентка специалиста по точным наукам, уроженка Белдены, Планеты Садов, где ни целомудренности, ни колеса так и не изобрели. Миниатюрная, эмоциональная, ранимая, часто плачет по любому поводу. Состояла в интимных отношениях со всеми мужчинами в экспедиции, кроме Осдена.
- Аснанифоил — математик-навигатор, уроженец планеты Тау Кита.
- Маннон — специалист по гуманитарным наукам (психология, психиатрия, антропология, экология и т. д.), хайниец.
- Харфекс — биолог, хайниец. По характеру спокойный, сдержанный и осторожный. Ему сорок лет.
- Дженни Чонг — биотехник, землянка. Страдает от некоей скрытой фобии, связанной с «тёмными эго».
- Посвет Тоу — китянка, любит играть на лютне и петь. Впала в состоянии превентивной кататонии, из которой её вывел Маннон.
- Андер Эксвана — инженер, землянин. Впал в длительный сон, не выдержав нервного напряжения. Осден использовал его как медиума, чтобы передать сообщение Томико после своего ухода.

Корабль совершает посадку на планете Мир-4470, жизнь на которой представлена исключительно растениями. Во время исследовательской работы члены команды начинают ощущать иррациональный страх, который как будто внушают им древовидные растения. Они пытаются объяснить это явление с позиций биологии, химии и психологии. Они предполагают, что растения связаны корневой системой в некий единый организм. Отношения Осдена с коллегами накаляются, и он принимает решение уйти в лес за пределы лагеря для проведения исследований. Затем эмпата находят в лесу с серьезной травмы головы; пока он находится без сознания, остальные гадают, кто мог совершить на него покушение, и их психологическое состояние все больше обостряется. Когда Осден начал поправляться, Томико ухаживала за ним, за этот период между ними возникло некоторое положительное чувство, которое, тем не менее, вряд ли можно было назвать любовью. Осден рассказывает, что ощущает на ментальном уровне нечто, исходящее от растительного мира планеты, и решает вступить с ним в контакт и вовсе остаться в Мире-4470 в качестве колониста. Некоторые члены команды соглашаются ему в этом помочь и отвозят его в лес, где излучение намного мощнее. Харфекс не выдерживает и умирает от страха; Осден уходит из поля зрения товарищей в чащу, он вбирает в себя страх лесосущества, преодолевает его, и сам растворяется в этом сверх-сознании. Остальные покидают планету на «Гаме», оставив одинокому колонисту всё необходимое для жизни. Спустя много лет исследователи вернулись к цивилизации и предоставили отчёты о путешествии.